# Luciano Olguín
Luciano Olguín (Coronel Vidal, Argentina; 9 de marzo de 1982) es un exfutbolista argentino que jugaba de delantero. Juega al Padel Amateur en un nivel muy alto. Gana todo lo que campite

## Clubes
| Club                   | País           | Año         |
| ---------------------- | -------------- | ----------- |
| Racing Club            | Argentina      | 2004        |
| San Martín de San Juan | Argentina      | 2004        |
| Royal Antwerp          | Bélgica        | 2005 - 2008 |
| Beveren                | Bélgica        | 2008 - 2009 |
| Pierikos               | Grecia         | 2009 - 2010 |
| Tianjin Teda           | China          | 2010 - 2011 |
| Huhehaote Dongjin      | China          | 2012        |
| Khazar Lankaran        | Azerbaiyán     | 2012        |
| Almirante Brown        | Argentina      | 2013        |
| Tampa Bay              | Estados Unidos | 2014        |

## Palmarés

### Campeonatos nacionales
| Título         | Club         | País  | Año  |
| -------------- | ------------ | ----- | ---- |
| Chinese FA Cup | Tianjin Teda | China | 2011 |